# Korvet
En korvet ((latin): corbita for handelsskib) er et hurtiggående, letbevæbnet krigsskib, typisk beregnet til kystbevogtning og ubådsbekæmpelse. De seneste korvetter i dansk tjeneste blev udfaset i 2009. Korvetter er normalt mindre end fregatter, men definitionen på en korvet beror på et skøn. Typisk vil korvetter være 60-100 meter lange, have tonnager på 500-1.500 tons og besætninger på 35-120 mand.

## Sejlskibe
Under sejlskibenes storhedstid var korvetterne en af mange mindre typer af krigsskibe og var nært beslægtet med kanonchaluppen. Korvetternes opgaver bestod hovedsageligt i patruljetjeneste, mindre krige, støtte til større flådestyrker samt magtprojektion. Royal Navy begyndte i 1650'erne at benytte mindre skibe, men betegnede dem som chalupper frem for korvetter. De første til at bruge ordet korvet var Marine Nationale i 1670'erne, hvor begrebet formentligt er opstået. Royal Navy begyndte først efter Napoleonskrigene at bruge betegnelsen korvet til at beskrive skibe mindre end fregatter men stadig større en chalupper.
De fleste korvetter i det 17. århundrede var omkring 12-18 meter lange og vejede omkring 40-70 tons. Den typiske armering var fire til otte kanoner på et enkelt batteridæk.
Over tiden øgedes den generelle størrelse og egenskaber på korvetterne og i 1800 var den normale størrelse over 30 meter og vejede mellem 400 og 600 tons. En af de største korvetter under sejlskibsperioden var den amerikanske USS Constellation, bygget i 1855 og var 54 meter lang og bevæbnet med 24 kanoner. Skibet var så stort at nogle marineeksperter betragter det som en fregat. En korvets primære opgaver var rekognoscering samt repetition af visuelle signaler.

## 2. verdenskrig
Under 2. verdenskrig opstod den moderne korvet som et krigsskib, der var nemt og hurtigt at bygge, og var i stand til at forsvare de allierede konvojer i mod tyske ubåde. Den britiske flådearkitekt William Reed tegnede et nyt skib baseret på den enkeltakslede hvalfangerbåd Southern Pride, hvis simple design og civile konstruktionsstandarder gjorde at skibet var nemt at bygge i et stort antal på mindre civile værfter, hvilket kunne aflaste orlogsværfterne. First Sea Lord Winston Churchill, senere Premierminister, genoplivede på denne måde korvetten.
Under oprustningen op til 2. verdenskrig blev begrebet "korvet" næsten pålagt destroyerne af Tribal-klassen. Tribal-klassen var så meget større og betydeligt anderledes end andre britiske destroyere at man mente at man skulle benytte en anden klassifikation end destroyer – denne idé blev dog droppet. Korvet-begrebet blev i stedet benyttet for mindre masseproducerede eskortefartøjer beregnet til antiubådskrigsførelse, såsom eksempelvis Flower-klassen.
De første moderne korvetter var Flower-klassen (Royal Navy navngav sine korvetter efter blomster, og Royal Canadian Navy navngav sine efter canadiske byer. Skibenes hovedopgave var at eskortere konvojer igennem Slaget om Atlanten og på ruterne til Storbritannien til Murmansk i Sovjetunionen.
Korvetterne af Flower-klassen blev oprindeligt bygget til patruljetjeneste på åbent hav og var ikke en ideel platform for antiubådskrigsførelse. De var ganske små, for let armeret til at modstå et luftangreb og kun en smule hurtigere end de skibe de skulle eskortere. Dette sidste punkt viste sig at være et problem efter nyere og hurtigere tyske ubådsdesign begyndte at vinde frem. Skibene var meget sødygtige og havde gode manøvreegenskaber, men forholdene for mandskabet under længere sejladser var under al kritik. Disse faktorer gjorde at korvetten overtog meget af eskortetjenesten fra fregatterne, som var større, hurtigere, bedre armeret og var udstyret med to aksler. Selvom fregatterne ønskeligt var de primære eskorteenheder kunne mange små skibsværfter ikke bygge de større og noget mere komplicerede fregatter, hvorfor korvetterne var den nemmeste og billigste løsning. Et forbedret korvetdesign, Castle-klassen, blev introduceret senere i krigen og forblev i tjeneste frem til midten af 1950'erne.
Royal Australian Navy byggede 60 korvetter af Bathurst-klassen, inklusive 20 til Royal Navy, bemandet af australiere, samt fire til den indiske flåde. Disse blev officielt af Australien beskrevet som minestrygere, i Storbritannien som minestrygningschalupper og var navngivet efter australske byer.
Minestrygerne af Bird-klassen blev omtalt i Royal New Zealand Navy som korvetter, og to af disse, Kiwi og Moa, vædrede og sænkede den store japanske ubåd I-1, i 1943 ved Salomonøerne.

## Moderne korvetter
Moderne flåder begyndte i slutningen af det 20. og i starten af det 21. århundrede at bevæge sig mod mindre og mere manøvredygige skibe. Korvetter har et deplacement mellem 500 og 750 tons og er typisk mellem 55 og 100 meter lange. Det er sædvanligvis bevæbnet med små- og mellem kalibrede våben, antiskibsmissiler, antiluftskyts samt antiubådsvåben. Mange korvetter kan medbringe en antiubådshelikopter.

## Nuværende korvetter
Mange af verdens flåder benytter i dag korvetter; Brasilien, Bulgarien, Grækenland, Indien, Indonesien, Israel, Italien, Kina, Pakistan, Polen, Portugal, Rumænien, Rusland, Sverige, Sydkorea, Tyrkiet og Tyskland.
Et af de mest avancerede korvetdesigns i brug i dag er Svenska marinens Visby-klasse. Det er et af de første krigsskibe der er bygget til at fokusere 100 procent på stealth teknologi.
United States Navy er ved at udvikle et nyt skibskoncept benævnt Littoral Combat Ships, som er nært beslægtet med korvetten. Skibene er udstyret med "missionspakker", meget lig det danske StanFlex, der gør dem i stand til at udføre opgaver der tidligere var forbeholdt dedikerede skibsklasser såsom minestrygere eller antiubådsskibe såsom fregatterne af Oliver Hazard Perry-klassen.
Den tyske Braunschweig-klasse blev designet til at supplere torpedobådene af Gepard-klassen.
Tyrkiet begyndte at bygge korvetterne af MİLGEM-klassen i 2005. MİLGEM-klassen er designet til antiubådskrigsførelse og kystnære patruljer. Det første skib i klassen, TCG Heybeliada, forventes at indgå i tyrkisk tjeneste i 2011. Konceptet og opgaverne for MİLGEM-klassen er næsten identiske med den amerikanske Freedom-klasse.

### Eksempler på moderne korvetter
- Braunschweig-klassen
- Visby-klassen